# Svetec
Svetec je priimek več znanih Slovencev:
- Diana Gregor Svetec (*1961), tekstilna tehnologinja, univ. prof.
- Ernest Svetec (1892—1925), madžarsko-slovenski propagandist in revolucionar
- Marija Svetec, šolnica, kulturna del.
- Mihael Svetec, pesnik
- Luka Svetec (1826—1921), pravnik, politik, pisatelj in jezikoslovec